# Václav Hanka
Václav Hanka (Hořiněves, 10 giugno 1791 – Praga, 12 gennaio 1861) è stato un filologo ceco.
Letterato, custode del Museo ceco ed in seguito bibliotecario, scrisse le Canzoni nel 1819
Divenne noto soprattutto per aver contraffatto, con la complicità dei poeti Josef Linda e Václav Alois Svoboda, i manoscritti di Dvůr Králové e Zelená Hora, che tramandavano rispettivamente una poesia cortese del XIII secolo e una poesia epica ceca del IX secolo e che furono riconosciuti fasulli solo verso la fine dell'Ottocento da Jan Gebauer al termine della cosiddetta "battaglia dei manoscritti"; essi ebbero in ogni caso un notevole influsso sulla cultura boema.